# 1,1-Диметилгидразин
Несимметри́чный диметилгидрази́н (НДМГ, 1,1-диметилгидрази́н, кодовое название «гепти́л») — химическое вещество, производное гидразина, компонент высококипящего (имеющего температуру кипения выше 0 °C) ракетного топлива. В качестве окислителя в паре с НДМГ часто применяется тетраоксид диазота (АТ), чистый или в смеси с азотной кислотой, известны случаи применения чистой кислоты и жидкого кислорода. Для улучшения свойств может использоваться в смеси с гидразином, известной как аэрозин. Окисляется на воздухе, а также при попадании в воду и почву, с образованием большого количества различных веществ, в том числе токсичных.

## Основные сведения
НДМГ — бесцветная или слегка желтоватая прозрачная жидкость с резким неприятным запахом, характерным для аминов (запах испорченной рыбы, схож с запахом аммиака, очень похож на запах шпрот), летучее вещество, температура кипения +63,1 °C.
Температура кристаллизации −57,78 °C, плотность 790 кг/м³. Хорошо смешивается с водой, этанолом, большинством нефтепродуктов и многими органическими растворителями. Гигроскопичен, поглощает влагу из воздуха, что приводит к снижению удельной тяги двигателей (100 м/с на каждые 0,5 % воды в составе смеси).
Самовоспламеняется при контакте с окислителями на основе азотной кислоты и тетраоксида диазота, что упрощает конструкцию и обеспечивает лёгкий запуск и возможность многократного включения ракетных двигателей.
Взаимодействие НДМГ и его водных растворов с азотной кислотой протекает бурно. Воспламенение происходит до 50%-й концентрации водного раствора. Растворы меньшей концентрации реагируют с образованием соли азотной кислоты. НДМГ термически стабилен до +350 °C. В интервале +350…+1000 °C продуктами разложения являются аммиак, амины, синильная кислота, водород, азот, метан, этан, смолистые и другие вещества.
Используется в качестве горючего ракет с окислителем тетраоксидом диазота (АТ):
{\displaystyle {\ce {H2NN(CH3)2 + 2 N2O4 -> 2 CO2 + 3 N2 + 4 H2O}}}
К преимуществам пары НДМГ+АТ относятся:
- топливная пара находится в жидком состоянии при нормальных условиях и не относится к криогенным компонентам (таким как жидкие кислород, метан, водород);
- превосходит пару кислород + керосин и пару кислород + водород по плотности (1170 кг/м³ против 1070 кг/м³ и 285 кг/м³ соответственно), следовательно, требуются меньшие баки и конструкция оказывается компактнее;
- самовоспламеняемость при контакте топливных компонентов, что упрощает конструкцию двигателей и повышает их надёжность;
- ракета может быть заправлена топливом на долгий срок, что критично для ракет на боевом дежурстве или космических аппаратов в продолжительных миссиях.

К недостаткам НДМГ относятся:
- токсичность,
- канцерогенность,
- вероятность взрыва в присутствии окислителя,
- меньший удельный импульс, чем у кислородно-керосиновой пары,
- НДМГ заметно дороже керосина, что существенно для больших ракет[5].

Прочие свойства:
- бо́льшая взрывоопасность по сравнению с кислородно-керосиновой парой, но меньшая по сравнению с парой водород + кислород.

## Применение
НДМГ применялся и применяется в жидкостных ракетных двигателях
- американских ракет-носителей (РН) «Дельта», «Тор-Аджена», «Титан» и космического корабля «Аполлон»;
- советских, российских и украинских РН «Протон», «Космос», «Циклон», «Рокот», «Днепр» и МБР «Р-16» (SS-7), «Р-36» (SS-9), «УР-100» (SS-11), «МР УР-100» (SS-17), «Р-36М» (SS-18), «УР-100Н» (SS-19)[14];
- китайских РН семейства «Чанчжэн»;
- французских РН семейства «Ариан»[b], «Вега»;
- индийских РН GSLV, PSLV;
- пилотируемых («Союз», «ТКС», «Орёл») и грузовых («Прогресс») космических кораблей;
- спутников, орбитальных («Мир», МКС) и межпланетных станций («Фобос-1», «Фобос-2», «Фобос-Грунт»), разгонных блоков (Бриз-К, Биз-М, Фрегат) и пр.

## История создания
В 1949 году Государственным институтом прикладной химии было получено авторское свидетельство на несимметричный диметилгидразин как эффективное пусковое ракетное топливо, обладающее рядом уникальных свойств по сравнению с горючим ТГ-02, в пять раз меньшим периодом задержки самовоспламенения, меньшей зависимостью от температуры и повышенной энергетической эффективностью (удельный импульс с АК на 10 единиц выше, чем у ТГ-02).

## Пожароопасные свойства
Легковоспламеняющаяся жидкость. Температура вспышки −15 °C; температура самовоспламенения 249 °C; концентрационные пределы распространения пламени 2—95 % об.
Средства тушения: распылённая вода, воздушно-механическая пена, порошки.

## Токсичность
НДМГ — высокотоксичное и летучее вещество. Например, его канцерогенные свойства используются в исследованиях для получения у крыс колоректальной карциномы. Гептил обладает сильным токсическим и мутагенным действием. Действие на организм человека: раздражение слизистых оболочек глаз, дыхательных путей и лёгких; сильное возбуждение центральной нервной системы; расстройство желудочно-кишечного тракта (тошнота, рвота), в больших концентрациях может наступить потеря сознания и смерть.
В споре Сергея Королёва с Валентином Глушко о принципах выбора топлива для ракет (что важнее — энергоэффективность или экологичность) Королёв называл гептил «чёртовой отравой».

## Получение в промышленности
НДМГ получают из диметиламина, являющегося крупнотоннажным продуктом органического синтеза, в две стадии через N-нитрозодиметиламин:
{\displaystyle {\ce {HN(CH3)2 + HNO2 -> ONN(CH3)2 + H2O}}}
{\displaystyle {\ce {ONN(CH3)2 + 2 H2 -> H2NN(CH3)2 + H2O}}}
N-нитрозодиметиламин ONN(CH3)2 тоже является высокотоксичным и канцерогенным веществом.

## Хранение
Гидразинные горючие отличаются низкой химической стабильностью в контакте с атмосферой, однако практически не вызывают коррозии конструкционных материалов в паровой и жидкой фазах. Для хранения НДМГ используют резервуары из низкоуглеродистых сталей, установленные наземно или заглублённо. Так же, как и тетраоксид диазота, НДМГ хранят под давлением азота в насыщенном состоянии.
На воздухе НДМГ взаимодействует с кислородом, при этом образуются 1,1,4,4-тетраметилтетразен, аммиак, диазометан, полиметилены, смолистые вещества основного характера. Наиболее опасные продукты таких реакций — канцерогены и мутагены (СН3)2NNО и СН2N2.

## Транспортирование
Транспортирование НДМГ осуществляют в основном железнодорожным, водным и автотранспортом. Авиационные перевозки НДМГ запрещены.
Гидразинные горючие транспортируют в железнодорожных и автомобильных цистернах вместимостью 40—60 м³, изготовленных из малоуглеродистых сталей. Для исключения контакта горючего с атмосферой в железнодорожных и автомобильных цистернах поддерживается избыточное давление азота 100—150 кПа.

## Переработка и нейтрализация
Нейтрализация проливов возможна посредством абсорбции шунгитом.
НДМГ можно нейтрализовать путём каталитического гидрирования с образованием (CН3)2NН и NН3. Загрязнённые им воды можно очищать каталитическим окислением перекисью водорода.
Накопленные в военных целях запасы 1,1-диметилгидразина можно использовать в качестве сырья для получения полиуретанов, ПАВ, ингибиторов коррозии, биологически активных веществ, химфармпрепаратов, удобрений с микроэлементами.

## Комментарии
1. ↑  Кодовое обозначения «гептил» было присвоено 1,1-диметилгидразину в СССР, см. Панасюк и др., 2010. В химической номенклатуре гептил — это алкильный радикал гептана, C7H15−.
2. ↑  До Ариан-4 включительно.